# クロード・ピケマル
クロード・ピケマル (Claude Piquemal、1939年3月13日- )は、フランスの陸上競技選手。アリエージュ県シゲール出身。1964年東京オリンピック、1968年メキシコシティーオリンピックの銅メダリストである。

## 経歴
ピケマルが最初にオリンピックに出場したのは1960年ローマオリンピックである。この大会で彼は100mと4×100mリレーに出場しているが、100mは準々決勝で敗退。4×100mリレーも予選で敗退している。2年後の1962年にはヨーロッパ選手権に出場。1位から5位までが10.4秒という混戦の中、ピケマルが2位にはいったフランスのジョスリン・デルクール以下をおさえ金メダルを獲得。しかし、4×100mリレーは、ピケマル、デルクールのコンビを擁しながらも、4位という結果に終わった。
ピケマルは、1964年東京オリンピックでも前回大会と同じく100m、4×100mリレーに出場。100mでは準決勝で敗退。しかし、4×100mリレーは、ピケマルとデルクール、ポール・ジュヌヴェ、ベルナール・レブールの4人でアメリカ、ポーランドに次いで銅メダルを獲得した。ピケマルは2年後の1966年のヨーロッパ選手権にも出場。100mは3位となり連覇とならなかったが、4×100mリレーでは39.4秒で金メダルを獲得した。
1968年メキシコオリンピックでは、4×100mリレーだけの出場となったが、ピケマルとデルクール、ジェラール・フェヌーイ、ロジェ・バンビュクで構成されたフランスチームは、アメリカ、キューバに次いで2大会連続の銅メダルを獲得に成功した。

## 主な実績
| 年   | 大会                 | 場所                         | 種目         | 結果 | 記録   |
| ---- | -------------------- | ---------------------------- | ------------ | ---- | ------ |
| 1962 | ヨーロッパ陸上選手権 | ベオグラード(ユーゴスラビア) | 100m         | 1位  | 10秒4  |
| 1964 | オリンピック         | 東京(日本)                   | 4×100mリレー | 3位  | 39秒3  |
| 1966 | ヨーロッパ陸上選手権 | ブダペスト(ハンガリー)       | 100m         | 3位  | 10秒62 |
| 1966 | ヨーロッパ陸上選手権 | ブダペスト(ハンガリー)       | 4×100mリレー | 1位  | 39秒4  |
| 1968 | オリンピック         | メキシコシティ(メキシコ)     | 4×100mリレー | 3位  | 38秒4  |